# Caffristis
Caffristis é um gênero de traça pertencente à família Arctiidae.